# استونی در بازی‌های اروپایی ۲۰۱۹
استونی یکی از شرکت‌کنندگان بازی‌های اروپایی ۲۰۱۹ در مینسک، بلاروس بود که از ۲۱ تا ۳۰ ژوئن ۲۰۱۹ برگزار شد.

## مدال‌آوران
| مدال | نام                                                   | ورزش        | رویداد                  | تاریخ   |
| ---- | ----------------------------------------------------- | ----------- | ----------------------- | ------- |
| نقره | آلو یاکین                                             | دوچرخه‌سواری | Men's road race         | ۲۳ ژوئن |
| نقره | Merike Anderson کادری-آن لاس Annika Köster Janne Pulk | بسکتبال     | بسکتبال ۳ نفره زنان     | ۲۴ ژوئن |
| برنز | اپ مائه                                               | کشتی        | Women's freestyle 76 kg | ۲۸ ژوئن |
| برنز | رائول موست                                            | بدمینتون    | Men's singles           | ۲۹ ژوئن |
| برنز | پاول آرتامونوف                                        | کاراته      | Men's kumite 75 kg      | ۳۰ ژوئن |

## شرکت‌کنندگان
استونی با ۶۸ ورزشکار در ۱۳ رشته ورزشی در مسابقات شرکت کرد.
| ورزش              | مردان | زنان | مجموع |
| ----------------- | ----- | ---- | ----- |
| تیراندازی با کمان | ۱     | ۲    | ۳     |
| دو و میدانی       | ۱۰    | ۹    | ۱۹    |
| بدمینتون          | ۳     | ۳    | ۶     |
| بسکتبال           | ۴     | ۴    | ۸     |
| بوکس              | ۶     | ۰    | ۶     |
| قایقرانی کانو     | ۱     | ۰    | ۱     |
| دوچرخه‌سواری       | ۵     | ۱    | ۶     |
| ژیمناستیک         | ۰     | ۵    | ۵     |
| جودو              | ۵     | ۰    | ۵     |
| کاراته            | ۱     | ۰    | ۱     |
| سامبو             | ۱     | ۱    | ۲     |
| تیراندازی         | ۱     | ۱    | ۲     |
| کشتی              | ۳     | ۱    | ۴     |
| مجموع             | ۴۱    | ۲۷   | ۶۸    |